# 1888 год в кино

## События
- 27 февраля — Томас Эдисон встретился с Эдвардом Мейбриджем, который предложил свою схему для звукового кино.
- Этьен-Жюль Маре начал работу над хронофотографом с 90 мм бумажной плёнкой.
- Эмиль Рено первым использует перфорированную плёнку для своих рисованных фильмов в Оптическом театре (фр. Théâtre optique).
- Изобретатель Луи Лепренс снял первый в истории киноролик — «Сцена в саду Роундхэй».

## Фильмы
- «Аккордеонист» (англ. Accordion Player), Великобритания (реж. Луи Лепренс).
- «Движение транспорта по мосту Лидс» (англ. Traffic Crossing Leeds Bridge), Великобритания (реж. Луи Лепренс).
- «Сцена в саду Раундхэй» (англ. Roundhay Garden Scene), Великобритания (реж. Луи Лепренс).
- «Сцена на Брайтон-стрит» (англ. Brighton Street Scene), Великобритания (реж. Уильям Фризе-Грин)
- «Лошадь и всадник прыгают через препятствие» (нем. Pferd und Reiter Springen über ein Hindernis), Германия (реж. Оттомар Аншютц)

## Родились
- 1888 — Михал Знич, польский актёр театра и кино (погиб в 1943).
- 3 января — Джордж Б. Сэйтц (англ. George B. Seitz), американский режиссёр, сценарист, актёр и продюсер (умер в 1944 году).
- 3 января — Джеймс Брайди, британский сценарист (умер в 1951 году).
- 17 января — Эдвард Перссон (англ. Edvard Persson), шведский актёр, режиссёр и певец (умер в 1957 году).
- 4 марта — Рафаэла Оттиано, американская актриса итальянского происхождения (умерла в 1942 году).
- 5 марта — Джулс Фёртмен (англ. Jules Furthman), американский сценарист, режиссёр и продюсер (умер в 1966 году).
- 10 марта — Барри Фицджеральд, британский актёр (умер в 1961 году).
- 30 марта — Анна Нильссон, американская актриса шведского происхождения (умерла в 1974 году).
- 11 апреля — Дональд Кэлтроп (англ. Donald Calthrop), британский актёр (умер в 1940 году).
- 27 апреля — Флоренс Ла Бади (англ. Florence La Badie), американская актриса (умерла в 1917 году).
- 25 мая — Майлз Маллесон, британский актёр и сценарист (умер в 1969 году).
- 4 июля — Генри Арметта, американский актёр итальянского происхождения (умер в 1945 году).
- 16 июля — Перси Килбрайд (англ. Percy Kilbride), американский актёр (умер в 1964 году).
- 14 августа — Роберт Вулси (англ. Robert Woolsey), американский актёр (умер в 1938 году).
- 17 августа — Монти Вулли, американский актёр (умер в 1963 году).
- 12 сентября — Морис Шевалье, французский актёр и певец (умер в 1972 году)
- 25 сентября — Ганна Ральф, немецкая актриса (умерла в 1978 году).
- 26 сентября — Уолли Патч (англ. Wally Patch), британский актёр и сценарист (умер в 1970 году).
- 1 октября — Джон Е. Блэйкли (англ. John E. Blakeley), британский продюсер, режиссёр и сценарист (умер в 1958 году).
- 9 октября — Хэнк Паттерсон (англ. Hank Patterson), американский актёр (умер в 1975 году).
- 18 октября — Пол Вермаль (англ. Paul Vermoyal), французский актёр (умер в 1925 году).
- 25 октября — Лестер Кунео (англ. Lester Cuneo), американский актёр и продюсер (умер в 1925 году).
- 3 ноября — Морис Винот (англ. Maurice Vinot), французский актёр (умер в 1916 году).
- 18 ноября — Фрэнсис Марион, американская актриса, сценарист, режиссёр и продюсер (умер в 1973 году).
- 23 ноября — Харпо Маркс, американский актёр и сценарист (умер в 1964 году).
- 24 ноября — Кэтлин Несбитт, британская актриса (умерла в 1982 году).
- 25 ноября — Амунд Ридланд (англ. Amund Rydland), норвежский актёр (умер в 1967 году).
- 26 ноября — Франсиско Канаро, аргентинский композитор, продюсер и актёр уругвайского происхождения (умер в 1964 году).
- 6 декабря — Уилл Хэй (англ. Will Hay), британский актёр, сценарист и режиссёр (умер в 1949 году).
- 18 декабря — Глэдис Купер, британская актриса (умерла в 1971 году).
- 22 декабря — Дж. Артур Рэнк (англ. J. Arthur Rank), британский продюсер и сценарист (умер в 1972 году).
- 27 декабря — Теа фон Харбоу, немецкая актриса, сценарист и режиссёр (умерла в 1954 году).
- 27 декабря — Свенд Мелсинг (англ. Svend Melsing), датский актёр (умер в 1946 году).
- 28 декабря — Фридрих Вильгельм Мурнау, немецкий режиссёр, сценарист и продюсер (умер в 1931 году).